# Max Ophüls
Maximillian Oppenheimer (bolje znan kot Max Ophüls), nemški filmski režiser in pisatelj judovskega rodu, * 6. maj 1902, Saarbrücken, Nemčija, † 26. marec 1957, Hamburg, Nemčija.
Ophüls je bil vplivni nemški filmski režiser, ki je deloval v Nemčiji (1931–33), Franciji (1933–40), ZDA (1947–50) in ponovno v Franciji (1950–57). Ustvaril je skoraj 30 filmov, pri čemer so najbolj znani tisti iz njegovega zadnjega obdobja ustvarjanja: La Ronde (1950), Le Plaisir (1952), Madame de... (1953) in Lola Montès (1955).